# Hélène Ségara
Hélène Ségara, właśc. Hélène Aurore Alice Rizzo (ur. 26 lutego 1971 w Six-Fours-les-Plages) – francuska piosenkarka pop i aktorka, najlepiej znana z roli Esmeraldy we francuskim musicalu Notre Dame de Paris. Sprzedała ponad 10 milionów płyt.

## Życiorys
Urodziła się na farmie dziadka w Six-Fours-les-Plages w departamencie Var. Jej ojciec Bernardo Rizzo miał włoskie pochodzenie, a matka Thérèse Kasbarian była ormiańskiego pochodzenia. Gdy miała osiem lat, jej rodzice rozwiedli się. W wieku piętnastu lat opuściła szkołę i rodzinę. Następnie pracowała dorywczo jako pianistka w restauracjach Lazurowego Wybrzeża. W lutym 1990, mając 18 lat urodziła swoje pierwsze dziecko, syna Raphaëla. W 1993 pojawił się pierwszy singiel „Loin”, który w 1994 pozwolił jej zaistnieć w programie France 2 La Chance aux chansons.
W 1996, wraz z synem, przeniosła się do Paryża. Wkrótce poznała Bruno 'Orlando' Gigliotti, brata piosenkarki Dalidy, który zachęcił ją do jego kariery muzycznej. Pierwszy sukces odniosła w 1996 roku z singlem "Je vous aime adieu", pochodzącym z debiutanckiego albumu Cœur de verre. Kolejny singiel „Vivo per léi” (1997) w duecie z Andreą Bocellim przekroczyły nakład miliona egzemplarzy. Śpiewała na ścieżce dźwiękowej francuskiej wersji kreskówki Anastazja (1997).
W 1998 roku po wycofaniu izraelskiej piosenkarki Noi, została wybrana roli Esmeraldy, którą grała w latach 1998–2001 we francuskim musicalu Riccardo Cocciante Notre Dame de Paris u boku Garou, Patricka Fiori, Daniela Lavoie, Bruna Pelletiera, Lucka Mervila i Julie Zenatti.
W duecie z Garou zaśpiewała utwór „L'amour existe encore” (1998), nagrany na płycie Ensemble contre le sida. 22 stycznia 2000 otrzymała NRJ Music Award w kategorii francuska rewelacja roku.
8 października 2013 zdiagnozowano u niej rzadką chorobą autoimmunologiczną, która powoduje utratę wzroku prawego oka. Dzięki leczeniu kortyzonem, udało się ustabilizować wzrok.

## Dyskografia
- 1996: Cœur de verre
- 2000: Au nom d’une femme
- 2001: En concert à l'Olympia
- 2002: Hélène (hiszpańska wersja)
- 2003: Humaine
- 2004: Ailleurs comme ici (best of)
- 2006: Quand l'éternité…
- 2007: Les 50 plus belles chansons
- 2007: Collection prestige
- 2008: Mon pays c'est la terre
- 2011: Parmi la foule
- 2013: Et si tu n'existais pas
- 2014: Tout commence aujourd'hui
- 2016: Amaretti
- 2021: Karma

## Single
- 1993: "Loin"
- 1996: "Je vous aime adieu"
- 1996: "Une voix dans la nuit"
- 1997: "Les larmes" (single remix)
- 1997: "Auprès de ceux que j'aimais"
- 1997: "Vivo per léi" (z Andrea Bocelli)
- 1998: "Loin du froid de Décembre"
- 1998: "Vivre"
- 1999: "Les vallées d'Irlande"
- 1999: "Il y a trop de gens qui t'aiment"
- 2000: "Elle, tu l'aimes"
- 2000: "Parlez-moi de nous"
- 2001: "Tu vas me quitter"
- 2001: "Au nom d’une femme" (remix)
- 2001: "Mrs Jones" (Live Olympia 2000)
- 2002: "Donner tout"
- 2003: "L'amour est un soleil"
- 2003: "Encore une fois"
- 2003: "On n'oublie jamais rien, on vit avec" (z Laurą Pausini)
- 2004: "Humaine"
- 2004: "On ne dit pas"
- 2004: "Ailleurs comme ici"
- 2006: "Méfie-toi de moi"
- 2007: "Rien n'est comme avant"
- 2007: "Tu ne seras jamais libre"
- 2007: "Father"
- 2008: "La moitié de nous" (z Bruno Pelletierem)